# 김제시의회
김제시의회는 전북특별자치도 김제시 지역을 관할하는 기초의회이다.